# Rage (datorspel)
Rage är en förstapersonsskjutare utvecklat av id Software och gavs ut av Bethesda Softworks i oktober 2011 till Microsoft Windows, Playstation 3, Xbox 360 och OS X. Spelet utspelar sig i en postapokalyptisk värld.

## Röstskådespelare
- John Goodman - Dan Hagar
- Brian Bloom - Phallinx Hagar, Clint, Sid
- Amanda Troop - Loosum Hagar
- Paul Eiding - Redstone
- Steve Blum - Kapten John Marshall
- Claudia Black - Mel
- Matt Jones - Gabe
- Jeff Slaven - Protester
- Nolan North - Röst
- Phil LaMarr - Röst
- Tara Strong - Röst